# گانگیل-دونگ
گانگیل-دونگ (به لاتین: Gangil-dong) یک منطقهٔ مسکونی در کره جنوبی است که در Gangdong District واقع شده‌است.